# Goulash (gioco)
Il Goulash è un gioco di carte derivato dal bridge, anzi può essere definito un modo particolare di giocare a bridge, in particolare il Rubber Bridge (partita libera), non prestandosi il goulash all'effettuazione di tornei (bridge duplicato).
Non è chiaro dove sia stato inventato ma se ne può collocare la comparsa intorno agli anni della seconda guerra mondiale. 

## Numero di giocatori
Come nel bridge, il goulash dev'essere giocato da 4 giocatori che formano due coppie.

## Mazzo di carte
Per giocare si utilizza un mazzo di carte da poker da 52 senza i jolly.

## Scopo del gioco
Vince la partita la coppia che per prima riesce a vincere due manche.

## Svolgimento del gioco e Punteggio
Il calcolo dei punti e le regole del goulash, ad eccezione delle differenze illustrate qui sotto,  sono le medesime del Bridge 

### Differenze tra il Goulash ed il Bridge
- non tutte le mani vengono giocate, tutte vengono però dichiarate. 
- quando una mano non è stata giocata le carte non vengono mescolate
- la distribuzione delle carte non avviene una ad una ma a gruppi che possono essere 6-7, 4-5-4, 5-5-3, o addirittura tutte 13 in un sol colpo.

### Fase della Licita
Questa fase, che si svolge dopo la distribuzione delle carte, è assolutamente identica a quella del bridge.
Se tale fase ha portato al raggiungimento di un  contratto di manche si procede normalmente col gioco della carta, ma se invece si è raggiunto un contratto parziale, i punti vengono direttamente assegnati alla coppia che si è aggiudicata la licita, senza giocare la mano. A questo punto ogni giocatore mette le sue carte nel mazzo, senza cambiare l'ordine con cui le aveva disposte (normalmente le carte vengono separate per seme e disposte in ordine crescente). Il mazzo così formato non viene mescolato, ma soltanto tagliato e le carte vengono distribuite ai giocatori secondo uno dei metodi sopra descritti. 

### Fase del Gioco della carta
Il gioco della carta ed il punteggio hanno le stesse regole del bridge.

## Particolarità del gioco
La particolarità del goulash sta nel fatto che non mescolando le carte e distribuendole a gruppi più o meno corposi, si ottengono, generalmente, distribuzioni molto sbilanciate che non sono comuni nel bridge normale. Queste distribuzioni permettono di poter effettuare dichiarazioni anche avendo pochi punti onori, inoltre poiché generalmente tutti i giocatori vengono ad avere mani sbilanciate è possibile ad entrambe le coppie licitare fino ad alti livelli, sperando di poter portare a casa un buon risultato. 